# 1275 dans les croisades
- Mamelouks :     Az-Zâhir Rukn ad-Dîn Baybars al-Bunduqdari

Cette page regroupe les évènements concernant les Croisades qui sont survenus en 1275 :
- 11 mars : mort de Bohémond VI, prince d'Antioche et comte de Tripoli[1].
- les Mamelouks pillent les villes d'Ayas, Tarse et Mamistra en Arménie cilicienne[1].
- Lucie, future comtesse de Tripoli, épouse Narjot de Toucy[1].